# Омар Аль-Гамді
Омар Аль-Гамді (араб. عمر الغامدي, нар. 11 квітня 1979, Мекка) — саудівський футболіст, що грав на позиції півзахисника.
Виступав, зокрема, за клуби «Аль-Гіляль» та «Аш-Шабаб», а також національну збірну Саудівської Аравії.

## Клубна кар'єра
Народився 11 квітня 1979 року в місті Мекка. Вихованець футбольної школи клубу «Аль-Гіляль». Дорослу футбольну кар'єру розпочав 2000 року в основній команді того ж клубу, в якій провів десять сезонів.
У 2010 році перейшов до клубу «Аш-Шабаб», за який відіграв 5 сезонів. Завершив професійну кар'єру футболіста виступами за команду «Аль-Шабаб» у 2015 році.

## Виступи за збірну
У 2000 році дебютував в офіційних матчах у складі національної збірної Саудівської Аравії. Протягом кар'єри у національній команді, яка тривала 9 років, провів у формі головної команди країни 60 матчів.
У складі збірної був учасником кубка Азії з футболу 2000 року у Лівані, де разом з командою здобув «срібло», чемпіонату світу 2002 року в Японії і Південній Кореї, чемпіонату світу 2006 року у Німеччині, кубка Азії з футболу 2007 року у чотирьох країнах відразу, де разом з командою здобув «срібло».

## Титули і досягнення
- Чемпіон Саудівської Аравії (5):

«Аль-Гіляль»: 1997-98, 2001-02, 2004-05, 2009-10
«Аш-Шабаб»: 2011-12
- Володар Кубка наслідного принца Саудівської Аравії (7):

«Аль-Гіляль»: 1999-2000, 2002–03, 2004–05, 2005–06, 2007–08, 2008-09, 2009-10
- Переможець Ліги чемпіонів АФК (1):

«Аль-Гіляль»: 1999-2000
- Володар Кубка володарів кубків Азії (1):

«Аль-Гіляль»: 2001-02
- Володар Суперкубка Азії (1):

«Аль-Гіляль»: 2000
- Володар Суперкубка Саудівської Аравії (1):

«Аш-Шабаб»: 2014
- Володар Королівського кубка Саудівської Аравії (1):

«Аш-Шабаб»: 2013-14
Збірні
- Срібний призер Кубка Азії: 2000, 2007
- Переможець Кубка арабських націй: 2002
- Переможець Кубка націй Перської затоки: 2003